# Yaeyama-Inseln
Die Yaeyama-Inseln (jap. 八重山諸島, Yaeyama-shotō; wörtlich: „Inselgruppe der achtfachen Berge“, Ryūkyū Yaima) liegen im Südwesten der japanischen Präfektur Okinawa. Gemeinsam mit den sich im Nordosten anschließenden Miyako-Inseln bilden sie den westlichen Teil der Sakishima-Inseln.

## Geografie
Die der Gruppe nächstgelegene Insel Tarama-jima ist 34 km entfernt. Von Okinawa, der Hauptinsel der gleichnamigen Präfektur, sind sie 370 km (Insel Ishigaki). 150 km nördlich befinden sich Senkaku-Inseln. Die Entfernung zu Taiwan beträgt 109 km.
Yonaguni ist die westlichste Insel Japans.

### Inseln
Die Inselgruppe besteht aus folgenden 23 Inseln mit einer Fläche von mindestens einem Hektar, wobei die 12 bewohnten dunkelgrau unterlegt sind:
| Name                                        | japanisch    | Fläche [km²] | Höhe [m] | Gemeinde | Koordinaten                   |
| ------------------------------------------- | ------------ | ------------ | -------- | -------- | ----------------------------- |
| Iriomote-jima                               | 西表島       | 289,61       | 469,5    | Taketomi | 24° 20′ N, 123° 47′ O         |
| Ishigaki-jima                               | 石垣島       | 222,18       | 525,5    | Ishigaki | 24° 29′ N, 124° 13′ O         |
| Yonaguni-jima                               | 与那国島     | 28,95        | 231,4    | Yonaguni | 24° 27′ N, 122° 59′ O         |
| Hateruma-jima                               | 波照間島     | 12,73        | 59,5     | Taketomi | 24° 3′ 31″ N, 123° 46′ 50″ O  |
| Kuroshima                                   | 黒島         | 10,02        | 15,3     | Taketomi | 24° 14′ 17″ N, 124° 0′ 32″ O  |
| Kohama-jima                                 | 小浜島       | 7,86         | 99,8     | Taketomi | 24° 20′ 24″ N, 123° 58′ 49″ O |
| Taketomi-jima                               | 竹富島       | 5,43         | 33,1     | Taketomi | 24° 19′ 34″ N, 124° 5′ 17″ O  |
| Uchibanari-jima                             | 内離島       | 2,10         | 193,8    | Taketomi | 24° 21′ 24″ N, 123° 44′ 4″ O  |
| Aragusuku-jima (obere Insel)                | 新城島(上地) | 1,76         | 13,1     | Taketomi | 24° 14′ 1″ N, 123° 56′ 41″ O  |
| Aragusuku-jima (untere Insel)               | 新城島(下地) | 1,57         | 20,4     | Taketomi | 24° 12′ 58″ N, 123° 55′ 48″ O |
| Sotobanari-jima                             | 外離島       | 1,32         | 146,0    | Taketomi | 24° 22′ 24″ N, 123° 43′ 8″ O  |
| Hatoma-jima                                 | 鳩間島       | 0,96         | 31,4     | Taketomi | 24° 28′ 20″ N, 123° 49′ 12″ O |
| Kayama-jima                                 | 加屋真島     | 0,39         | 19,0     | Taketomi | 24° 21′ 59″ N, 124° 0′ 0″ O   |
| Koshima                                     | 小島         | 0,37         | 13,6     | Ishigaki | 24° 27′ 26″ N, 124° 8′ 56″ O  |
| Nakanougan-jima                             | 仲御神島     | 0,22         | 102,0    | Taketomi | 24° 11′ 41″ N, 123° 33′ 46″ O |
| Yubushima                                   | 由布島       | 0,15         | 1,9      | Taketomi | 24° 20′ 39″ N, 123° 56′ 2″ O  |
| Ubanari-jima                                | ウ離島       | 0,05         | 17,0     | Taketomi | 24° 22′ 0″ N, 123° 56′ 34″ O  |
| Daichibanari-jima                           | 大地離島     | 0,02         | 24,0     | Ishigaki | 24° 37′ 2″ N, 124° 19′ 3″ O   |
| Hirabanari-jima                             | 平離島       | 0,02         | 34,0     | Ishigaki | 24° 29′ 4″ N, 124° 6′ 58″ O   |
| Majibanari                                  | マジバナリ   | 0,02         | 11,0     | Ishigaki | 24° 27′ 50″ N, 124° 8′ 48″ O  |
| Sonaichi-zaki                               | 祖納地崎     | 0,02         | 6,0      | Yonaguni | 24° 28′ 21″ N, 123° 0′ 6″ O   |
| Hatobanari-jima                             | 鳩離島       | 0,01         |          | Taketomi | 24° 25′ 8″ N, 123° 49′ 16″ O  |
| Akabanari-jima                              | 赤離島       | 0,01         | 11,0     | Taketomi | 24° 24′ 19″ N, 123° 52′ 5″ O  |
| Karte mit allen Koordinaten: OSM \| WikiMap |              |              |          |          |                               |

Hinzu kommen noch einige kleinere Inseln. Die gesamte Landfläche der Inselgruppe beträgt etwa 586 km². Der Omoto-dake auf Ishigaki-jima ist mit seinen 525,5 m auch gleichzeitig der höchste Berg der Präfektur.

## Kultur
Die ursprüngliche Yaeyama-Sprache bzw. -Dialekt der Inselgruppe als auch die Yonaguni-Sprache bzw. -Dialekt gehören den Ryūkyū-Sprachen an.

## Wirtschaft
Hauptsächliche Agrarprodukte sind Ananas und Zuckerrohr, daneben spielt die Herstellung traditioneller Okinawa-Stoffe eine Rolle. Tourismus stellt eine wichtige Erwerbsquelle für alle der bewohnten Inseln dar.